# Tomb Raider (película de 2018)
Tomb Raider es una película estadounidense de acción y aventuras de 2018 dirigida por Roar Uthaug y escrita por Geneva Robertson-Dworet y Alastair Siddons, a partir de una historia de Evan Daugherty y Robertson-Dworet. Está basada en el videojuego de 2013 del mismo nombre, con algunos elementos de su secuela de Crystal Dynamics, y es la tercera y última entrega de la serie de películas Tomb Raider. La película está protagonizada por Alicia Vikander como la arqueóloga Lara Croft, en la que se embarca en un viaje peligroso al último destino conocido de su padre, con la esperanza de resolver el misterio de su desaparición. Dominic West, Walton Goggins, Daniel Wu y Kristin Scott Thomas aparecen en papeles secundarios.
El rodaje tuvo lugar entre enero y junio de 2017 en los estudios Warner Bros. Pictures en el Reino Unido y en Ciudad del Cabo, en Sudáfrica. La película fue estrenada en Estados Unidos el 16 de marzo de 2018 en RealD 3D, IMAX 3D e IMAX, por Warner Bros. Pictures. Es la primera película de Tomb Raider que no ha sido distribuida por Paramount Pictures.

## Trama
Tras la desaparición de su padre Richard, Lara Croft vive una vida imprudente y despreocupada. Cuando la arrestan después de un accidente que involucra un automóvil de la policía, la socia de negocios de Richard, Ana Miller, deposita su fianza y le advierte que si no reclama su herencia, se liquidarán los bienes de su padre. Lara acepta a regañadientes y toma posesión de la llave de la oficina de su padre. Allí encuentra un mensaje pregrabado de Richard que detalla su investigación sobre Himiko, la mítica reina de Yamatai de quien se dice que domina el poder sobre la vida y la muerte. Richard advierte a Lara que destruya toda su investigación, pero Lara decide investigar más.
Lara viaja a Hong Kong, donde ella soborna a Lu Ren, capitán del barco Endurance, para navegar a una isla que se cree que una vez fue Yamatai. El barco se hunde en una violenta tormenta y Lara es arrastrada a tierra, donde la dejan inconsciente. Ella es revivida por Mathias Vogel, el líder de una expedición para localizar la tumba de Himiko que ha sido financiada por la sombría organización Trinidad en un intento de aprovechar y armar el poder de Himiko. Vogel toma prisionera a Lara, revelando que mató a su padre y tiene la intención de utilizar la investigación de Richard para continuar su expedición. Lara escapa con la ayuda de Lu Ren, que sobrevivió a la tormenta y se puso a trabajar con los pescadores locales, que cavan para la tumba de Himiko. Ella evade su captura, pero se ve gravemente herida en el proceso y se desmaya por sus heridas.
Lara recupera el conocimiento después del anochecer y se ve obligada a matar a un guardia de la Trinidad cuando es casi descubierta. Ella sigue a una figura misteriosa vagando por la isla y descubre que la figura es su padre, que ha sido mantenido cautivo en Yamatai. Después de convencerlo de que ella es real, Richard trata sus heridas y, a pesar de sus protestas, Lara parte para recuperar su investigación del campamento de Vogel y llevar la lucha a Trinidad. Lara hace contacto con Lu Ren y él, junto con los pescadores, realizan una distracción, lo que permite a Lara infiltrarse en el campamento de Trinidad y recuperar la investigación de su padre. En el caos subsiguiente, Richard se dirige a la tumba y es capturado por Vogel, quien persuade a Lara de abrir la tumba de Himiko.
El grupo supera una serie de trampas explosivas antes de localizar el sarcófago de Himiko. Los soldados de la Trinidad intentan llevarse su cadáver, pero se infectan con el «poder sobre la muerte» de Himiko. Se trata de un virus del que ella era portadora y que provoca una muerte rápida a quien se infecta. Vogel mata a los soldados infectados y concluye que no puede llevarse el cuerpo a Himiko. Decide entonces cortarle un dedo, que guarda en una bolsa de plástico sellada. En la confusión, Lara y Richard logran reducir a los soldados restantes. Vogel escapa, pero Richard resulta infectado en la refriega. Sabiendo que no hay cura, propone destruir la tumba de Himiko para evitar que el virus se propague por el mundo. Lara persigue a Vogel, se enfrenta a él mientras Richard detona una bomba, se suicida y sella la tumba. Lara introduce a la fuerza el dedo de Himiko en la boca de Vogel y lo arroja a un abismo cuando la infección ya lo ha invadido. Ella es rescatada por Lu Ren y los pescadores,
Lara regresa a Londres, donde acepta formalmente su herencia. Utilizándolo para investigar más a Trinidad, descubre que la empresa principal de Trinidad es propiedad de Croft Holdings y comienza a sospechar que Ana Miller es una de sus agentes que la manipularon para que aceptara su herencia y le cedió el control de las operaciones comerciales de Croft Holdings, e inadvertidamente entregando la investigación de Richard a Vogel después de que Richard dejara de cooperar. Buscando continuar su investigación y haber sido testigo de la crueldad de Trinidad de primera mano, se prepara para su próxima aventura para detener a Trinidad.

## Elenco y personajes
- Alicia Vikander como Lara Croft
  - Maisy De Freitas como Lara de 7 años
  - Emily Carey como Lara de 14 años
- Dominic West como Lord Richard Croft, el difunto arqueólogo padre de Lara Croft.
- Walton Goggins como Mathias Vogel, el rival arqueólogo de Richard Croft y un miembro de la Trinidad, una oscura organización.
- Daniel Wu como Lu Ren, el capitán del barco que ayuda a Lara a buscar a su padre.
- Kristin Scott Thomas como Ana Miller, asociada de la empresa de Richard Croft, Croft Holdings.
- Hannah John-Kamen como Sophie, la compañera de piso de Croft y su mejor amiga.
- Antonio Aakeel como Nitin, un amigo de Lara.[8]
- Derek Jacobi como Sr. Yaffe
- Nick Frost como Max

## Producción
GK Films adquirió en primer lugar los derechos de la película en el año 2011. El director noruego Roar Uthaug fue contratado para dirigir en noviembre de 2015 y Alicia Vikander fue anunciada para ser la nueva Lara Croft en abril de 2016. El sitio web Deadline había informado que Daisy Ridley fue considerada para el papel en un punto, aunque más tarde la actriz afirmó en una entrevista que eso era solo un "rumor loco". Por su parte, Walton Goggins fue anunciado para interpretar al villano en diciembre de 2016. Gran parte del resto del elenco se reveló a principios de 2017.

### Rodaje
El rodaje de la película comenzó el 23 de enero de 2017 en Ciudad del Cabo, Sudáfrica, y finalizó el 9 de junio de 2017 en los Warner Bros. Studios, Leavesden, en Londres, Inglaterra.

## Lanzamiento
Tomb Raider fue estrenada en Estados Unidos el 16 de marzo de 2018 por Warner Bros. Pictures, días después del quinto aniversario del reinicio del videojuego de la franquicia. La película tuvo a su vez una versión 3D de IMAX y RealD.
Se estrenó el 2 de marzo de 2018 en Berlín, Alemania, en un avance exclusivo con invitados y fanáticos cosplays.

## Recepción

### Taquilla
A nivel internacional, la película se estrenó en nueve países asiáticos una semana antes de su debut en Estados Unidos. Ganó $ 14.1 millones de dólares durante su primer fin de semana, con los $ 2.9 millones de dólares de Corea siendo su mercado con mayor ganancia.

### Respuesta crítica
Tomb Raider ha recibido reseñas mixtas de parte de la crítica y positivas de la audiencia. En Rotten Tomatoes, la película posee una aprobación de 49%, basada en 236 reseñas, con una calificación de 5.4/10, y con un consenso crítico que dice: "Tomb Raider reinicia la franquicia con un enfoque más sólido y una estrella que claramente está más que a la altura de la tarea, ninguno de los cuales está bien atendido por una historia de origen no inspirado". De parte de la audiencia ha recibido una aprobación de 63%, basada en 7621 votos, con una calificación de 3.5/5 En Metacritic le han dado a la película una puntuación de 48 de 100, basada en 53 reseñas, indicando "reseñas mixtas". Las audiencias de CinemaScore le han dado una "B" en una escala de A+ a F, mientras que en el sitio IMDb los usuarios le han dado una puntuación de 6.5/10, sobre la base de 75.000 votos.
Michael Phillips, del Chicago Tribune, le dio a la película 2 de 4 estrellas y dijo: "El reinicio de Lara Croft Tomb Raider no es tan malo durante una hora. Luego hay otra hora. Esa hora es bastante mala. No es divertido ver a tu heroína siendo empujada a la acción, golpeada y pateada al margen de su propia película, mientras que los hombres toman el control y se turnan para sobreactuar antes de expirar". Todd McCarthy, de The Hollywood Reporter, le dio a la película una crítica mixta, criticando la historia pero elogiando a Vikander, escribiendo: "Cuando todos los personajes de apoyo unidimensionales y los movimientos familiares de acción quedan en el camino, lo único que queda en pie es Vikander... La película tira de la credulidad incluso para una fantasía de videojuegos al permitir que la protagonista se recupere terriblemente de las heridas, pero aparte de eso, Vikander llama la atención y es el elemento que hace que Tomb Raider sea más o menos disfrutable".

## Futuro
El productor Adrian Askarieh le dijo al sitio web IGN en una entrevista que podría supervisar un universo cinematográfico basado en los videojuegos Just Cause, Hitman, Tomb Raider, Deus Ex y Thief.